# یوییچیرو هاتا
یوییچیرو هاتا (انگلیسی: Yuichiro Hata; ۲۹ ژوئیهٔ ۱۹۶۷ – ۲۷ دسامبر ۲۰۲۰) سیاستمدار اهل ژاپن بود. یوییچیرو عضو حزب دموکراتیک مشروطه (ژاپن) و از اعضای مجلس مشاوران در دایت ملی ستاگایا-کو، توکیو بود. او از دانشگاه تاماگاوا فارغ‌التحصیل شد و برای اولین بار در ۱۹۹۹ در مجلس مشاوران انتخاب شد. او این سمت را از ۴ ژوئن ۲۰۱۲ تا ۲۶ دسامبر ۲۰۱۲ تا زمانی که وزیر مستغلات، زیرساخت، حمل و نقل و جهانگردی ژاپن شد برعهده داشت. او فرزند تسوتومو هاتا نخست‌وزیر اسبق بود.

## فعالیت حرفه‌ای
هاتا در زمان دانشجویی خود در دانشگاه تاماگاوا عضو بنیاد ایتوچو بود. وی در مارس ۱۹۹۳ از دانشگاه با مدرک کارشناسی فارغ‌التحصیل شد. هاتا در اوایل کار خود منشی پدرش، نخست‌وزیر تسوتومو هاتا که در آنزمان تصدی رئیس مجلس نمایندگان ژاپن را برعهده داشت.
هاتا در ۱۹۹۹ به عنوان عضوی از مجلس مجلس مشاوران در دایت ملی انتخاب شد و به خدمت پرداخت. وی پس از ادغام حزب دموکرات و کیبو نو تو به حزب دموکرات ژاپن (DPJ) پیوست، هاتا سپس به حزب دموکراتیک برای مردم (DPP) و در نهایت به حزب دموکراتیک مشروطه ژاپن وابسته بود (CDP)، پر ۴ ژوئن ۲۰۱۲ بعد از انحلال حزب دموکراتیک برای مردم، هاتا توسط نخست‌وزیر یوشیهیکو نودا به عنوان وزیر زمین، زیرساخت، حمل و نقل و گردشگری منصوب شد. هاتا در پی از دست دادن حزب دموکرات ژاپن، درانتخابات عمومی ۲۰۱۲ ژاپن به حزب لیبرال دموکرات و نودا و کابینه وی پیوست، همچنین در ۲۶ دسامبر ۲۰۱۲ هاتا توسط شینزو آبه وزیر جانشین در کابینه وی شد. در مجموع، وی به مدت پنج دوره به عنوان قانونگذار خدمت کرد و در زمان مرگ در ۲۷ دسامبر ۲۰۲۰ دبیرکل اولیه مجلس نمایندگان و مجلس شورای عالی بود.

## مرگ
یوییچیرو هاتا در ۲۷ دسامبر سال ۲۰۲۰ در حالی که بر اثر بیماری کوید ۱۹به بیمارستان دانشگاه توکیو منتقل می‌شد در شهر توکیو درگذشت. هاتا اولین قانونگذار ژاپنی است که به دلیل بیماری کرونا درگذشته است.